# Chantal Vidognonlonhoué
Chantal Vidognonlonhoué, née le 12 octobre 1995, est une coureuse cycliste béninoise.

## Biographie
Depuis 2017, Chantal Vidognonlonhoué est à plusieurs reprises championne du Bénin de cyclisme. Elle participe aux Championnats d'Afrique de cyclisme sur route en 2019 et en 2022,.
Elle fait partie du Zoum-Zoum Vélo Club.

### Famille
Issue d'une famille de quatorze enfants, Chantal Vidognonlonhoué a une petite sœur, Yvette, qui fait également du cyclisme.

## Palmarès
- 2017
  -  Championne du Bénin sur route[5]
- 2018
  -  Championne du Bénin sur route[6]
- 2019
  -  Championne du Bénin sur route[7]
- 2022
  -  Championne du Bénin sur route[8]
  -  Course des élites[9]